# Rozina Sebranec
Rozina Sebranec  je novela Zikmunda Wintera z let 1903/1905. Jde o příběh temperamentní dívky, původem nalezence, svěřeného do výchovy bezdětným manželům. Citově strádající hrdinka se hladově vrhá do sporných milostných vztahů, neumí rozpoznat faleš ani si vážit upřímného citu, těžko se vyrovnává s pokrytectvím a nechápe, proč proti sobě popuzuje stále více lidí.

## Obsah
Rozina je dívka, která nechápe, proč nikdy nezažila rodičovskou lásku. Od svých rodičů se vždy dočká jen bití a ubližování, proto utíká do kláštera sv. Anežky, kde se o ni stará převor Antonín.
Jednou se dozví, že její rodiče nejsou její rodiče, že je sebranec, kterého matka odložila na schody sv. Anežky. Od té doby už celý život chápe, proč ji nikdo nemá rád, a dává to za vinu svému původu.
Rozina, kterou nikdo nikdy nemiloval, se zamiluje do benátského kupce Nikoly, ten jí slíbí, že se na jaře zase vrátí, až prodá zboží. Ale Nikola se už nikdy nevrátí. Dívka v zoufalství vyláká prvního muže, kterého potká, na loď, kterou převrhne. Dostane zimnici, zanevře na muže a slíbí, že se provdá za starého Karfa.
Po čtyřech letech má holčičku Anče, s manželem se nenávidí a vede jiný poměr. Manžel ji posléze vyhodí z domu, ujme se jí tovaryš Mikuláš a dívka se do něj zamiluje. Jednou ji pozve na procházku, kde ji zabije. Rozina je uložena převorem Antonínem do kláštera sv. Anežky. Mikuláš vyskočí z okna poté, co uvidí malé Anče.

## Filmová adaptace
- Rozina sebranec – československý film režiséra Otakara Vávry z roku 1945.

## Online dostupné dílo
- Digitalizovaná vydání díla Rozina Sebranec v České digitální knihovně
- WINTER, Zikmund. Rozina Sebranec. 4. vyd. Praha: Melantrich, 1951. 248 s. Dostupné online.